# Scatophila
Scatophila is een vliegengeslacht uit de familie van de oevervliegen (Ephydridae).

## Soorten
- S. adamsi Cresson, 1935
- S. arenaria Cresson, 1935
- S. bipiliaris Sturtevant and Wheeler, 1954
- S. bisignata Cresson, 1935
- S. carinata Sturtevant and Wheeler, 1954
- S. caviceps (Stenhammar, 1844)
- S. compta (Haliday, 1833)
- S. conifera Sturtevant and Wheeler, 1954
- S. contaminata (Stenhammar, 1844)
- S. cribrata (Stenhammar, 1844)
- S. despecta (Haliday, 1839)
- S. disjuncta Cresson, 1935
- S. exilis Cresson, 1935
- S. farinae Becker, 1903
- S. hesperia Sturtevant and Wheeler, 1954
- S. hirsuta Sturtevant and Wheeler, 1954
- S. hirtirostris Sturtevant and Wheeler, 1954
- S. iowana Wheeler, 1961
- S. mesogramma (Loew, 1869)
- S. modesta Becker, 1908

- S. noctula (Meigen, 1830)
- S. ordinaria Sturtevant and Wheeler, 1954
- S. picta Sturtevant and Wheeler, 1954
- S. pulchra Sturtevant and Wheeler, 1954
- S. pumilio (Loew, 1860)
- S. quadriguttata (Meigen, 1830)
- S. quadrilineata Strobl, 1900
- S. rubribrunnea Sturtevant and Wheeler, 1954
- S. signata (Loew, 1860)
- S. tuberculosa Cresson, 1935
- S. unicornis Czerny, 1900
- S. variabilis Cresson, 1917
- S. variofacialis Sturtevant and Wheeler, 1954
- S. viridella Sturtevant and Wheeler, 1954